# ソビエト連邦の鉄道

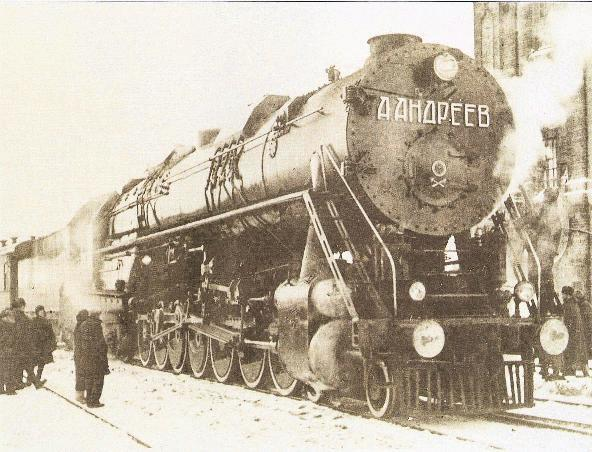
ソ連鉄道人民委員部AA20形蒸気機関車

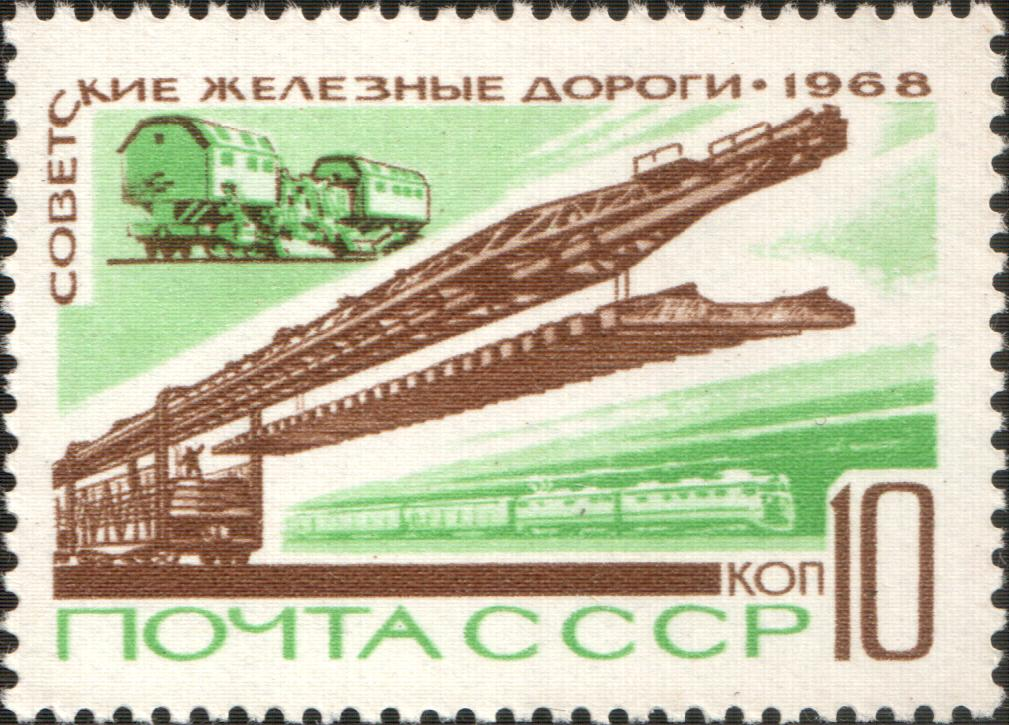
切手「ソビエト鉄道」1968年

ソビエト連邦の鉄道（ロシア語: Железнодорожный транспорт в СССР）では、ソ連における鉄道輸送について記述する。

## 概要
ソ連の交通システムは、人口2億8880万人(1989年)が居住している面積2240万平方キロメートルの広大な国土に展開している。そ してこの交通システムは、鉄道、海運、内水輸送、自動車輸送、航空輸送、パイプライン輸送から成り立っている。
ソ連の総貨物輸送量(総トンキロ)に占めるこれらの輸送手段の割合は、1988年においては、鉄道47.6%、海運12.3%、内水輸送3.0%、自動車輸送1.7%、航空輸送0.04%、パイプライン輸送35.4%となっていた。これより鉄道がソ連の輸送において大きな役割を果していたことがわかる。
ソビエト連邦共産党が経済効率を高めるために地域分業を押し進めてきたために鉄道の役割はますます大きくなり、ソ連経済に大きな影響を与えるようになった。それにもかかわらず政府は鉄道の拡充には力を入れなかった。
その結果、鉄道の営業キロ数は毎年僅かつつしか伸びず、他方鉄道貨物輸送量は大幅に増大した。結局ソ連の鉄道は、1975年にすべての予備資源を使い果たし、その後はストックを喰い潰して危機状態を迎えることになった。 危機状態とは鉄道の輸送能力の不足が限度を超えて鉄道輸送が麻痺状態になり、他方ではペレストロイカによる間違った方向の合理化、それによる人手不足、不充分な鉄道の保守、鉄道の保守を妨げる過密ダイヤ、レール、転轍機等の資機材の不足、低品質のレール等、 老朽化した機関車、欠陥だらけの旧式貨車等を原因とする列車事故の多発と人命・財産の喪失を招いている状態といえる。

## 歴史
ロシア帝国運輸通信省
ロシア国内ではサンクトペテルブルク─モスクワ鉄道の建設（1842年〜1851年）やサンクトペテルブルク─ワルシャワ鉄道、モスクワ─ニジニ・ノヴゴロド鉄道の開通（1862年）などの鉄道輸送網の発達で、1860年代には鉄道事業および鉄道監督行政を所管する官庁の整備が急務となった。1865年6月15日、皇帝アレクサンドル2世の勅令に基づき、内務省および逓信庁の電信部門を統合してロシア帝国運輸通信省（МПС, Министерство путей сообщения Российской империи）が発足した。
1867年には運輸通信省建設総局（Управление строительства МПС）が設置されて鉄道網整備が進められ、1891年にはシベリア鉄道が着工した。1900年には路線総延長が4万4900キロに、1913年には5万8500キロに達し、同年の輸送実績は貨物1億3240万トン、旅客1億8480万人に上った。

### ソ連運輸通信人民委員部
十月革命後、ロシア・ソビエト連邦政府は、鉄道管理を一元化する政府機関としてロシア社会主義連邦ソビエト共和国運輸通信人民委員部（НКПС РСФСР, Народный комиссариат путей сообщения РСФСР）を設置した。運輸通信人民委員部は第一次世界大戦およびロシア革命・ロシア内戦によって施設の60%、機関車の90%、客貨車の80%以上が破壊された鉄道網の復興を進めた。
1922年のソビエト社会主義共和国連邦の成立にともなって、1923年にソビエト社会主義共和国連邦運輸通信人民委員部（НКПС СССР, Народный комиссариат путей сообщения СССР）に改組。鉄道網は1928年に戦前の規模まで復旧した。
1930年代にはソビエト連邦人民委員会議主導による輸送力増強策が進められた。線路の重軌条化や大型機関車の導入、自動連結器、自動信号の導入などが行われ、1940年には路線総延長が10万6100キロ、貨物輸送実績は5億9260万トンに達した。第二次世界大戦では欧州地域の鉄道網の40%、機関車の50%が破壊されたが、鉄道は兵員輸送や前線への補給に大きく貢献した。

### ソ連運輸通信省

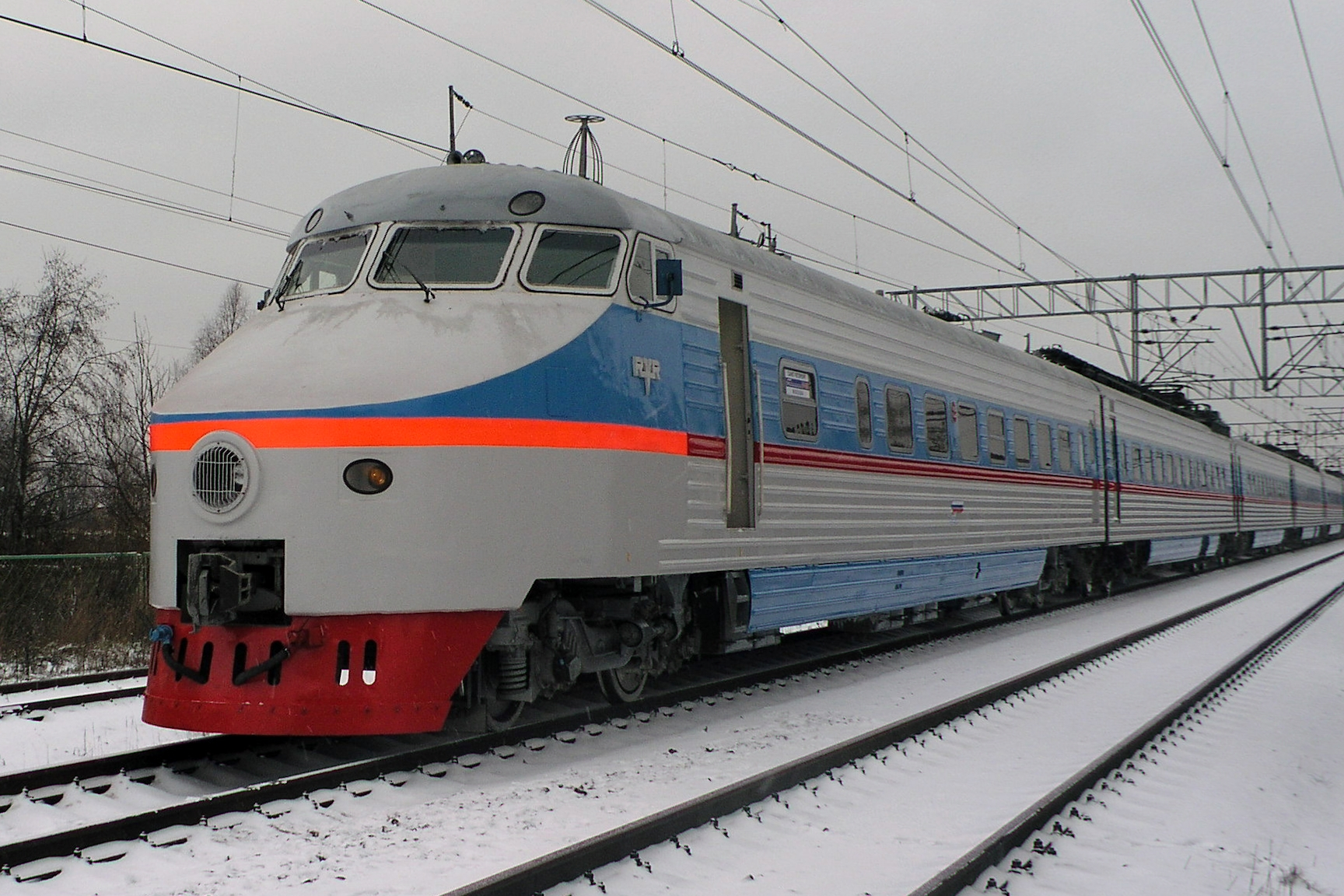
ソ連運輸省ER200形電車

運輸通信人民委員部は1946年にソビエト社会主義共和国連邦運輸通信省（（МПС СССР, Министерство путей сообщения СССР）に改組された。1954年には運輸通信省から交通建設省（Министерство транспортного строительства СССР）が分離発足した。
運輸通信省は『鉄道輸送発展・鉄道近代化の20ヵ年計画』を策定し、鉄道の電化やディーゼル動力車の導入による無煙化や自動化、生産工程における機械化を推進。計画最終年の1975年には路線総延長が17600km伸び、輸送量は3倍の36億2110トンに達したほか、電化総延長は3万8900km、自動閉塞区間は6万2400kmを達成した。
1982年には、オートメーション技術を導入した輸送近代化計画をスタートさせ、1988年に貨物輸送41億1600万トン、旅客輸送43億9590万人の過去最高の輸送実績を記録した。

## 参考
- Winchester, Clarence, ed. (1936), “Russia and Siberia”, Railway Wonders of the World, pp. 1004–1010
- ソ連の鉄道輸送　加藤幸廣